# 心理战
心理战，有着许多其他名称或术语，包括军事信息支持作战（MISO）、心理战、政治战、“人心与思想”以及政治宣传。该术语用于“表示主要通过心理学方法实施的任何行为，其目的是引起其他人有计划的心理反应”。

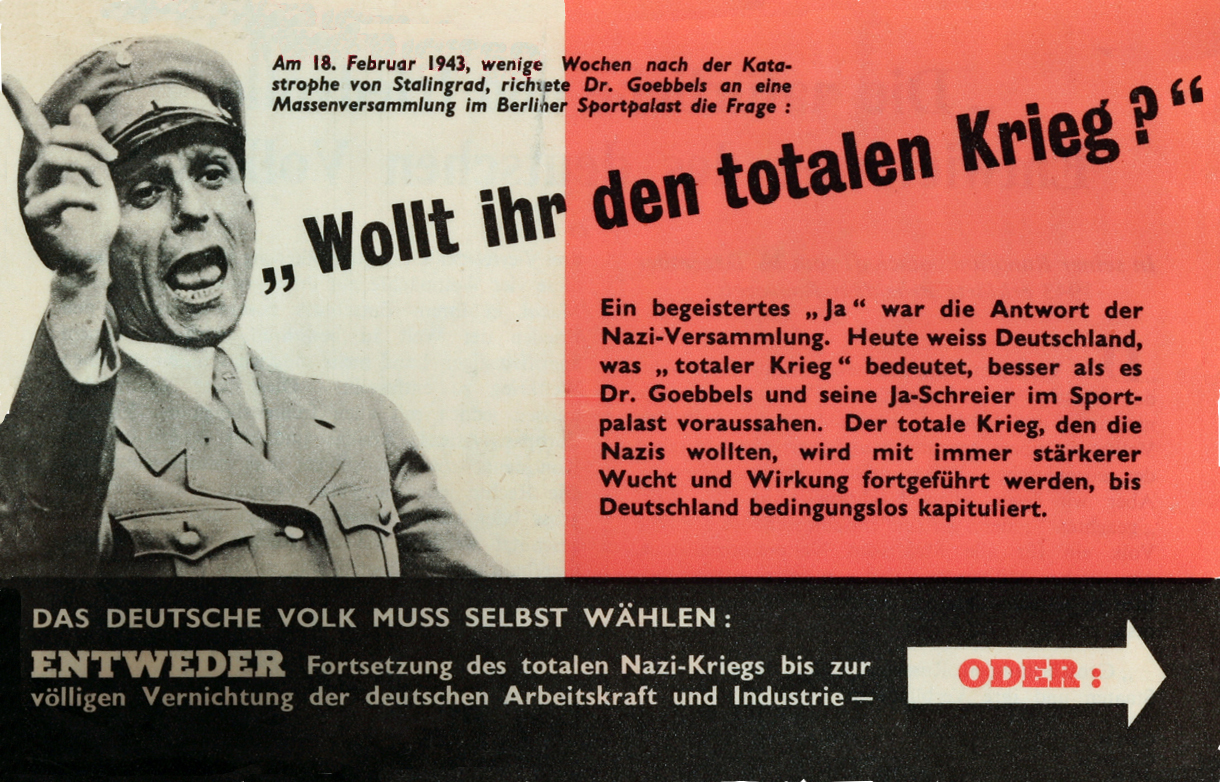
二战时期传单的示例，该传单旨在从美国B-17飞机上空投掷到德国城市上空

使用各种技术，旨在影响目标受众的价值体系、信仰体系、情感、动机、推理或行为。它被用来引诱认罪或强化有利于发起者目标的态度和行为，有时与黑色行动或假旗行动相结合。它还用于通过旨在抑制部队心理状态的战术来摧毁敌人的士气。
目标受众可以是政府、组织、团体和个人，而不仅限于士兵。外国领土的平民也可能成为技术和媒体的目标，从而对其国家政府造成影响。
诸如无线电之类的大众通信允许与敌方民众直接通信，因此已被用于许多努力。社交媒体渠道和互联网允许世界任何地方的特工进行虚假信息和错误信息活动。

## 歷史

### 早期

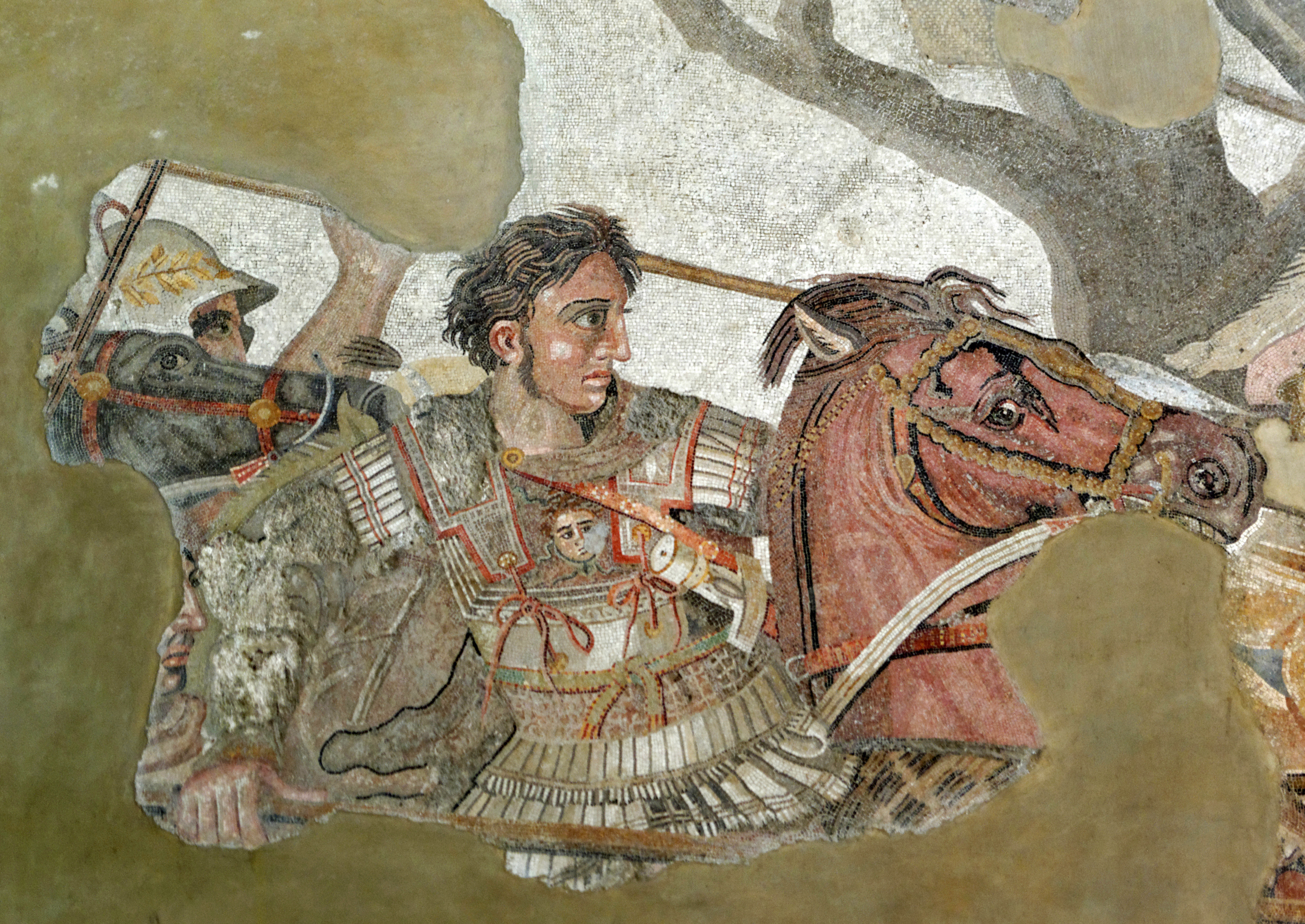
亚历山大大帝对抗波斯帝国的马赛克。

自史前时代以来，军阀和首领就认识到削弱对手士气的重要性。在波斯帝国与古埃及之间的佩卢西姆战役（公元前525年）中，波斯军队利用猫和其他动物作为针对埃及人的心理战术，而埃及人由于宗教信仰和迷信而避免伤害猫。
讨好支持者是心理战的另一面，亚历山大大帝是这一策略的早期实践者，他成功地征服了欧洲和中东的大部分地区，并通过拉拢当地精英进入希腊来保住自己的领土，行政和文化。亚历山大在每个被征服的城市都留下了一些部下，以介绍希腊文化并镇压异见。他的士兵获得嫁妆与当地人结婚，以鼓励同化。
公元13世纪蒙古帝国的领袖成吉思汗所采用的心理战，在进攻之前挫败敌人的意志并达成一致的解决方案比直接发动进攻更好。蒙古将军要求向可汗屈服，并威胁最初占领的村庄，如果他们拒绝投降，就会被彻底摧毁。如果他们必须战斗才能占领定居点，蒙古将军就会兑现他们的威胁并屠杀幸存者。部落入侵的故事传播到了邻近的村庄，营造了一种不安全的氛围，削弱了未来抵抗的可能性。
成吉思汗还采用了一些策略，使他的人数看起来比实际人数多。夜间作战时，他命令每名士兵在黄昏时点燃三支火把，造成大军压倒性的假象，欺骗和恐吓敌方侦察兵。他有时还会在马尾拴上东西，使马匹在开阔干燥的田野上扬起尘土，给敌人造成人多势众的印象。他的士兵使用特制的箭矢在空中飞行时发出呼啸声，发出可怕的噪音。
蒙古人喜欢的另一种策略是将砍下的人头弹射到城墙上，以吓唬居民并在被围困的城市的封闭范围内传播疾病。后来的突厥蒙古酋长特别使用了这一点。
穆斯林哈里发奥马尔在与拜占庭帝国的战斗中，以源源不断的形式派出小规模增援部队，给人一种如果不迅速处理，最终会积聚大军的印象。
公元1世纪中国秦朝初期和东周末年，空堡之计是用来诱使敌人相信空地是埋伏点，以防止他们利用逆反心理攻击它。这种战术也依赖运气，如果敌人认为该位置对他们构成威胁的话。
公元前六世纪，希腊人普里埃内的比亚斯成功地抵抗了吕底亚国王阿利亚特斯，他养肥了一对骡子并将其赶出被围困的城市。当阿利亚特斯的使节被派往普里埃内时，比亚斯在沙堆上铺满了小麦，给人一种资源丰富的印象。
这种诡计似乎在中世纪的欧洲广为人知：被围困的城堡或城镇中的防御者会从墙上扔出食物，以向围攻者表明食物充足。一个著名的例子发生在八世纪的卡尔卡夫人传说中，据说她通过这种方式说服了法兰克人放弃了五年的围困，并因此以她的名字命名为卡尔卡松。
在格拉纳达战争期间，西班牙队长埃尔南·佩雷斯·德尔·普尔加在针对格拉纳达酋长国的游击行动中经常采用心理战术。1490年，他率领一小群士兵趁夜潜入这座城市，在主清真寺上钉了一封挑战书，并在撤退前放火烧毁了阿尔凯塞里亚。
1574年，西班牙船长胡安·德·萨尔塞多在获悉马尼拉战役前夕发生的海盗袭击事件后，率领救援部队在夜间返回城市，同时演奏着进行曲，举着火把，排成松散的队形，因此他们看起来像是一支比任何附近的敌人都拥有更强大的军队。他们毫无阻碍地到达了这座城市。
1719年袭击马斯特兰德期间，彼得·托登舍尔德对瑞典人进行了军事欺骗。尽管可能是杜撰的，但他显然成功地让他的小部队显得更强大，并向对手提供虚假信息，类似于第二次世界大战中的坚韧行动和泰坦尼克号行动。

### 一战

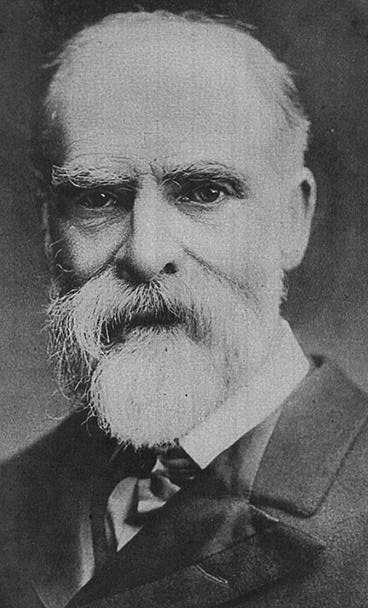
布莱斯勋爵领导了1915年的委员会，记录德国对比利时平民犯下的暴行。

现代心理战的开始一般可以追溯到第一次世界大战。那时，西方社会的教育程度和城市化程度不断提高，大众媒体以大量发行的报纸和海报的形式出现，还可以通过使用机载传单或通过改进的火炮或迫击炮弹等爆炸物输送系统向敌人传播宣传。
战争开始时，交战各方，特别是英国和德国，开始在国内和战场进行宣传。英国拥有多项优势，使他们能够在争取世界舆论的斗争中取得成功。他们拥有世界上最有信誉的新闻系统之一，在国际和跨文化传播方面拥有丰富的经验，并且他们控制了当时正在运行的大部分海底通信电缆系统。这些能力很容易转变为战争任务。
英国还拥有与世界许多国家保持良好关系的外交部门，这与德国外交部门的声誉形成鲜明对比。虽然德国在爱尔兰和印度等大英帝国部分地区煽动革命的尝试并未奏效，但在中东的丰富经验使英国成功地诱导阿拉伯人反抗奥斯曼帝国。
1914年8月，大卫·劳合·乔治任命国会议员查尔斯·马斯特曼领导威灵顿宫的宣传机构。一批杰出的文学天才被招募来执行这项任务。战争期间出版了1,160多本小册子，分发给中立国家，最终分发给德国。第一批重要出版物之一是《1915年德国涉嫌暴行报告》，它对全世界的舆论产生了巨大影响。该小册子记录了德国军队对比利时平民犯下的实际和据称的暴行。荷兰插画家提供了小册子中充满情感的图画。
1917年，该局并入新的信息部，并扩展到电报通信、广播、报纸、杂志和电影院。1918年，诺斯克利夫子爵被任命为敌国宣传总监。该部门分为两部分：一是由H.G威尔斯组织的反德宣传，二是由韦翰·斯蒂德和罗伯特·威廉·西顿-沃森监督的反奥匈帝国宣传。后者的尝试集中在帝国内部缺乏种族凝聚力，并激起了克罗地亚人和斯洛文尼亚人等少数民族的不满。它对维托里奥·威尼托战役中奥匈帝国军队的最终崩溃产生了重大影响。
德国战壕上空被投放传单，其中载有战俘的明信片，详细介绍了他们的人道状况、投降通知以及针对德皇和德国将军的宣传。到战争结束时，军情七局已散发了近2600万份传单。德国军队开始向散发传单的飞行员开枪，促使英国开发出可以飘过无人区的无人传单气球。尽管士兵们对这种行为受到了严厉的处罚，但至少有七分之一的传单没有被士兵上交给他们的上级。就连兴登堡将军也承认，“毫无戒心地，成千上万的人服下了毒药”，而战俘们也承认，宣传传单将德国军队描述为仅仅是炮灰，他们对此感到失望。1915年，英国开始向德占法国和比利时的平民空投定期传单报纸《空中信使》。
战争开始时，法国政府控制了媒体以压制负面报道。直到1916年，随着新闻之家的成立，他们才开始使用类似的策略进行心理战。其中一个部门是“Service de la Propagande aérienne”（空中宣传服务）。法国人倾向于只分发图片传单，法国人通过空降传单分发了经过德国报纸编辑的美国总统伍德罗·威尔逊的《十四点》的全文。
同盟国在使用这些技术方面进展缓慢；然而，在战争开始时，德国人成功地诱使奥斯曼帝国苏丹向西方异教徒宣战“圣战”或圣战。他们还试图在爱尔兰、阿富汗和印度等遥远的地方煽动反对大英帝国的叛乱。德国人最大的成功是在沙皇被推翻后，让俄罗斯革命家列宁可以乘坐密封火车从瑞士免费过境到芬兰。当布尔什维克革命使俄罗斯退出战争时，这很快得到了回报。

### 二战

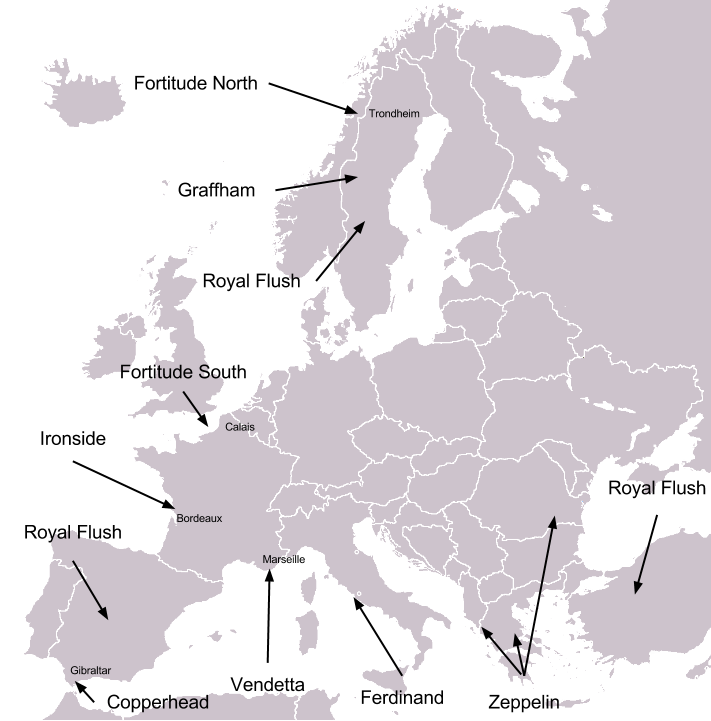
地图描绘了保镖行动所有下属计划的目标。

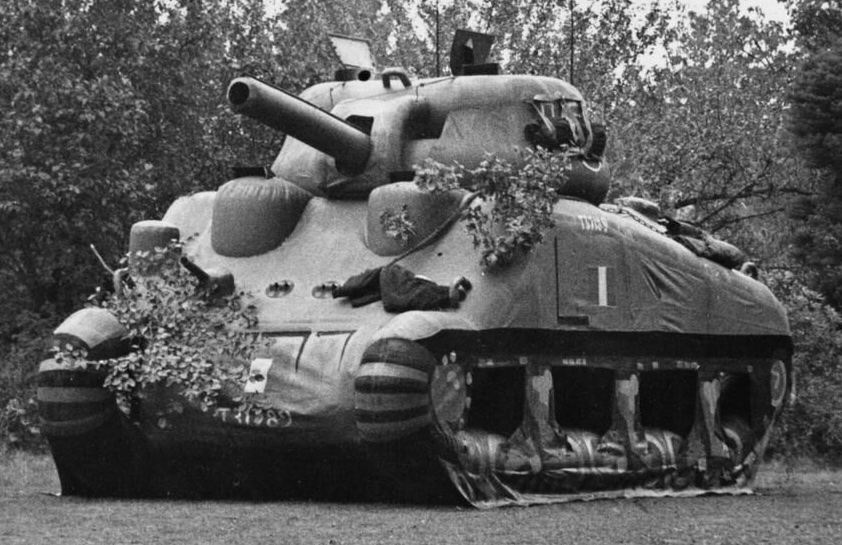
一辆假谢尔曼坦克，用来欺骗德国人。

阿道夫·希特勒深受英国在第一次世界大战期间采用的心理战术的影响，并将德国的失败归因于这种宣传对士兵的影响。他开始致力于在未来几十年内利用大众宣传来影响德国民众的思想。他的运动称为第三帝国，他能够让许多平民相信他的事业不仅仅是一种时尚，而是他们的未来之路。1933年希特勒上台后，约瑟夫·戈培尔被任命为宣传部长，他将希特勒描绘成救赎德国的救世主。希特勒还将这一点与他演讲中的共鸣投射结合起来，以达到效果。
德国入侵捷克斯洛伐克的法尔格伦计划在很大程度上涉及针对捷克斯洛伐克平民和政府以及最重要的是捷克斯洛伐克盟友的心理战。其成功之处在于，德国通过绥靖政策获得了英国和法国的支持，无需发动全面战争就占领了捷克斯洛伐克，在《慕尼黑协定》之前的秘密战争中只遭受了最低限度的损失。
第二次世界大战开始时，英国设立了政治战执行局来制作和分发宣传品。通过使用强大的发射机，可以在整个欧洲进行广播。塞夫顿·德尔默通过几个广播电台成功地开展了黑人宣传活动，这些广播电台旨在受到德国军队的欢迎，同时引入新闻材料，在真实性的外表下削弱他们的士气。英国首相温斯顿·丘吉尔利用无线电广播来宣传反对德国人。丘吉尔喜欢欺骗；他说“在战时，真理是如此珍贵，她应该永远有一个谎言的保镖陪伴。”。
第二次世界大战期间，英国人广泛使用欺骗手段，发展出许多新技术和理论。成立的“A”部队，以及1942年在约翰·贝文领导下特许成立的伦敦控制部门。克拉克开创了许多军事欺骗策略，他将虚构的战斗命令、视觉欺骗和双重间谍结合起来的想法帮助定义了战争期间盟军的欺骗策略，因此他被称为“二战中最伟大的英国骗子”。
在盟军入侵诺曼底之前，设计了许多新的心理战战术。保镖行动计划制定了一项总体战略，旨在误导德国高级指挥部关于入侵的日期和地点，这显然是将会发生的。规划于1943年在伦敦管制部门的支持下开始。在德黑兰会议上，一份名为“贾尔计划”的战略草案被提交给盟军最高指挥部。坚韧行动的目的是通过虚构的野战军、为入侵做好准备的虚假行动以及“泄露”有关盟军战斗序列和战争计划的错误信息，让德国人相信盟军的军事实力比实际情况要强大。
在英吉利海峡进行了精心策划的海军欺骗行动（“微光行动”、“应税行动”和“大鼓行动”）。小型船只和飞机模拟入侵舰队位于加来海峡、安蒂费角和真实入侵部队的西翼。与此同时，“泰坦尼克号”行动涉及英国皇家空军在诺曼底登陆的东部和西部投放假伞兵。
这些欺骗是通过使用双重间谍、无线电通信和视觉欺骗来实施的。英国的“双十字”反间谍行动从战争一开始就被证明非常成功，并且濒海战斗舰能够使用双重间谍发回有关盟军入侵计划的误导性信息。视觉欺骗的使用，包括模拟坦克和其他军事硬件，是在北非战役期间发展起来的。特别是储存了假登陆艇，给人一种入侵将在加来海峡附近发生的感觉。
这次行动取得了战略上的成功，诺曼底登陆让德国的防御措手不及。持续的欺骗行为，将登陆描述为对加莱地区即将到来的主要入侵的转移，导致希特勒推迟了近七周才将部队从加莱转移到真正的战场。

### 马来亚紧急状态
1951年10月6日，马来亚钦差大臣葛尼在前往福隆港途中遭遇马来亚民族解放军（MNLA）的一名成员伏击身亡后，鄧普勒将军接替葛尼成为下一任马来亚钦差大臣。

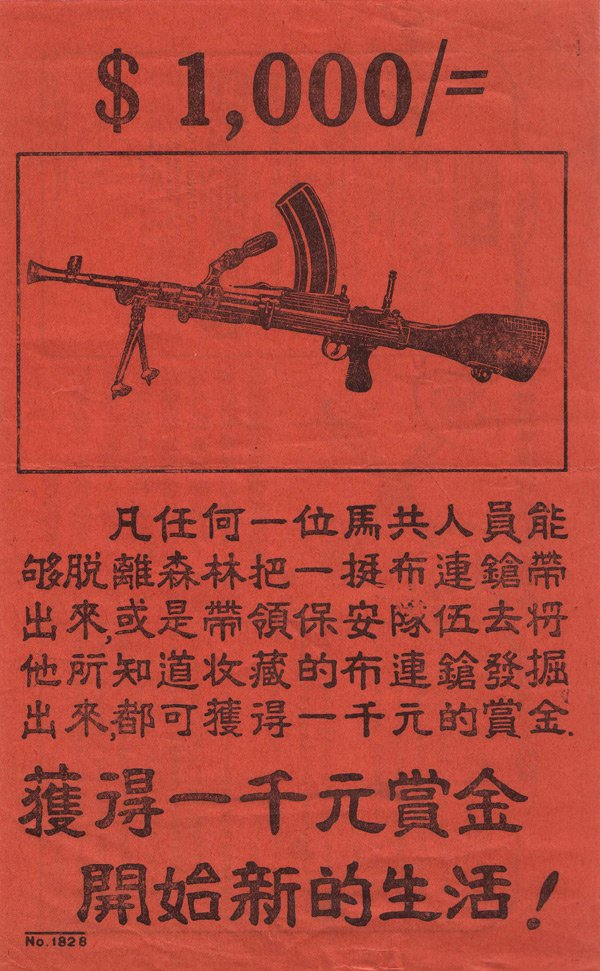
英殖民政府向馬共武裝分子投放的宣傳單。

鄧普勒首先在馬來亞各地加強剿共力度。為了更有效對付馬共，加強保安部隊與增加人員。引進“黑區”和“白區”的概念，馬共活躍的地區為黑區，英殖民政府則繼續嚴密監視並實施戒嚴，治安受控制的則為白區。另外鄧普勒也採用心理戰術，如修訂和放寬公民權條例以讓更多人成為公民；開放公務員職務給成為公民的非馬來人；任何逮捕、殺害馬共或提供情報者都有獎勵金；投降的馬共成員可獲得寬赦，並允許重新生活；統一各類型學校和教科書，以團結國民，推行市政局和地方議會選舉，該心理戰最終減少馬來亞共產黨在馬來亞的武裝鬥爭，並迫使馬共武裝分子在後期敗退至泰馬邊境。

### 越南战争

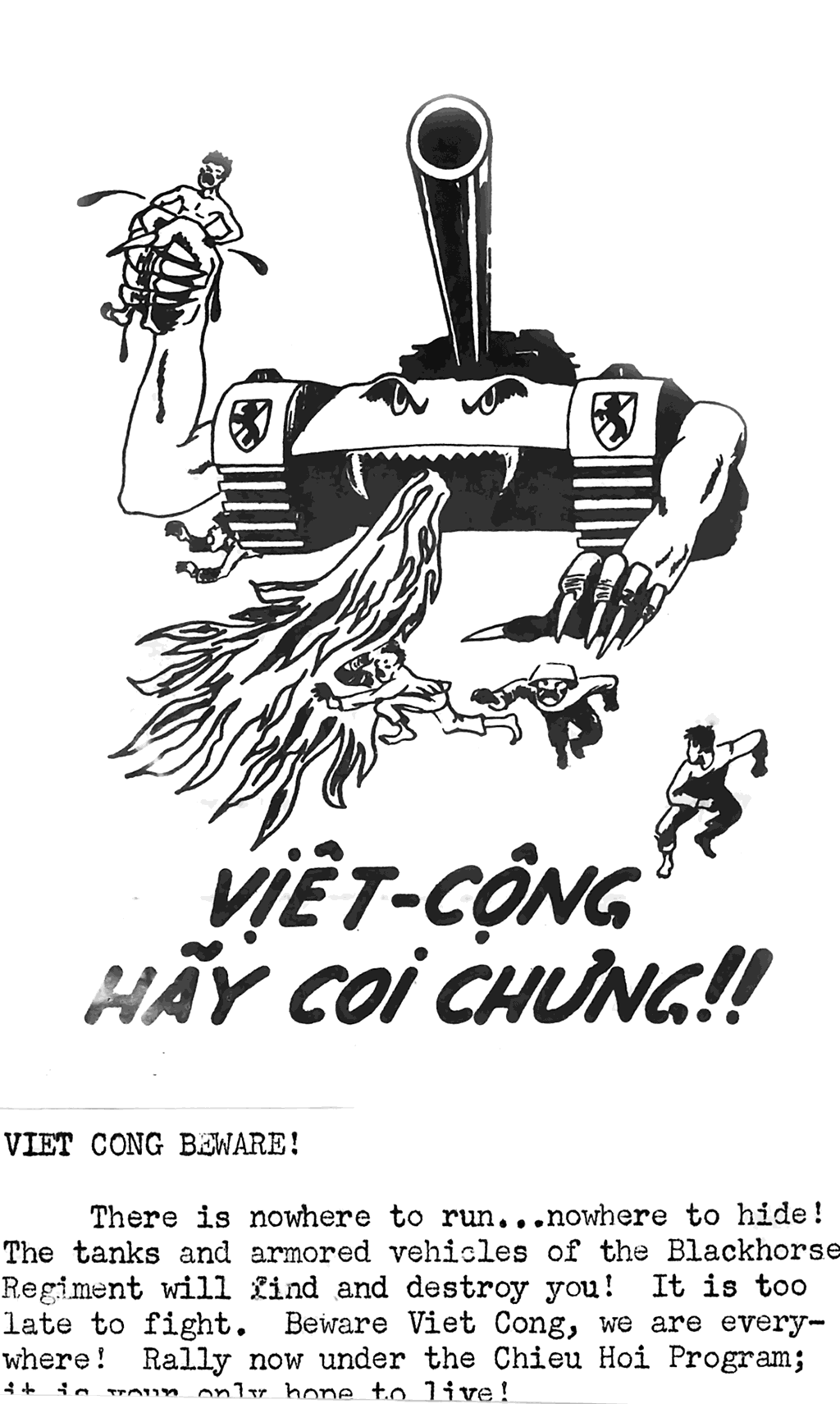
“越共，小心！” –南越散发传单，敦促越共叛逃。

美国在越南战争期间实施了广泛的心理战计划。凤凰计划有双重目的：暗杀民族解放阵线人员并恐吓任何潜在的同情者或被动支持者。在凤凰计划期间，超过19,000名民族解放阵线支持者被杀害。美国还利用扭曲的人声录音带在夜间播放，让越南士兵以为死者回来报仇。
越共及其军队在这场战争中也使用了心理战计划。河内汉娜，是一位越南广播名人。她为北越针对美国军队进行了英语广播。越南战争期间，因在河内广播电台进行宣传广播而在美国士兵中出名。她的剧本是北越军队写的，目的是吓唬和羞辱士兵，让他们离开岗位。她每天播出三期节目，朗读新被杀或被监禁的美国人名单，并播放美国流行的反战歌曲，试图煽动人们的怀旧和思乡之情，试图让美国大兵相信，美国卷入越南战争是不公正和不道德的。
典型的广播如下：
你好吗，特种部队？在我看来，你们大多数人对战争的进展知之甚少，更不用说对你们在这里的存在做出正确的解释了。没有什么比被命令投入战争去送死或终生残废更令人困惑的了，而对正在发生的事情却一无所知。

### 21世纪

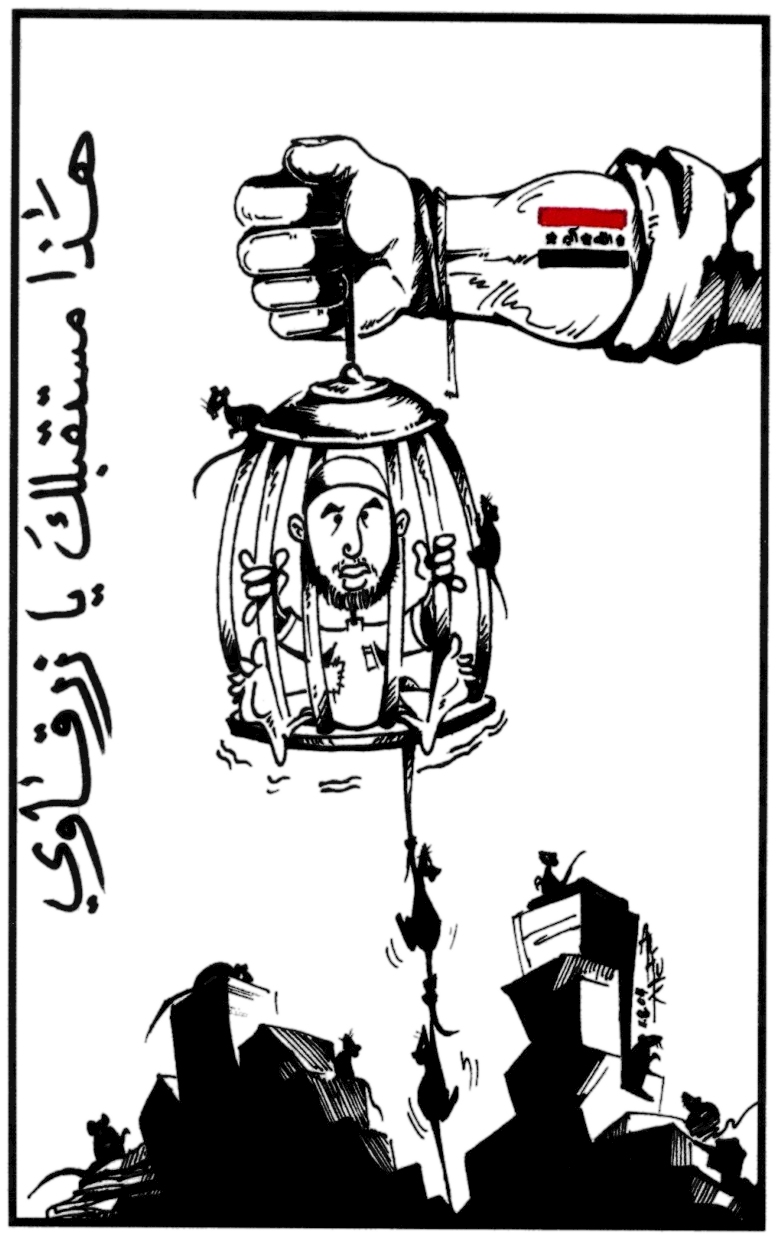
伊拉克战争期间散发的美国心理战传单。它展示了伊拉克基地组织领导人阿布·穆萨布·扎卡维陷入老鼠夹的漫画。标题写着“这是你的未来，扎卡维”。

中央情报局广泛使用反政府武装士兵来破坏尼加拉瓜桑地诺政府的稳定。中央情报局通过未经许可的电视广播对巴拿马人使用心理战技术。美国政府通过位于佛罗里达州迈阿密的马蒂电视台进行针对古巴的宣传广播。但古巴政府成功地干扰了马蒂电视台的信号。
在伊拉克战争中，美国利用震慑行动对伊拉克军队进行心理打击，削弱其战斗意志。
在网络空间，社交媒体使得虚假信息得以大规模使用。分析人士发现，在叙利亚内战和2014年俄罗斯对乌克兰的军事干预中，社交媒体传播的照片被篡改或误导，可能有国家参与。军方和政府在社交网络平台上开展心理战和信息战来规范外国宣传，其中包括美国、俄罗斯和中国等国家。
2022年，Meta和斯坦福互联网观察站发现，五年来，与美国军方有联系的人试图隐藏自己的身份，在巴拉塔林、Facebook、Instagram、Odnoklassniki、Telegram、Twitter、VKontakte 和 YouTube在中亚和中东的发展影响力。他们的帖子主要用阿拉伯语、波斯语和俄语，批评伊朗、中国和俄罗斯，并发表亲西方的言论。 数据表明该活动是一系列秘密活动，而不是单一行动。
在南海和东海的行动中，美国和中国都进行了“认知战”，其中包括展示武力、摆拍照片和分享虚假信息。

## 方法
心理战一词的大多数现代用法指的是以下军事方法：
- 士气：

1. 分发鼓励逃兵的小册子或提供如何投降的说明。
2. 震撼和敬畏的军事战略
3. 向被围困的群体长时间高音量播放重复且令人不安的噪音和音乐

- 宣传广播电台
- 占领后重新命名城市和其他地方
- 假旗行动
- 恐怖主义[34]
- 化学武器的威胁[35]
- 信息战

这些技术大多数是在第二次世界大战或更早时期开发的，并且在此后的每一次冲突中都在一定程度上得到了使用。丹尼尔·勒纳曾在OSS（美国中央情报局的前身）工作，他在书中试图分析各种策略的有效性。他的结论是，几乎没有证据表明他们中的任何一个都取得了巨大的成功，除了在胜利即将到来时通过扩音器发出的投降指令之外。衡量心理战的成功或失败非常困难，因为条件远非受控实验。
勒纳还将心理战行动分为三类：
- 白色宣传（省略和强调）：真实且没有强烈偏见，承认信息来源。

- 灰色宣传（遗漏、强调和种族/民族/宗教偏见）：基本真实，不包含任何可以被证明错误的信息； 来源不明。

- 黑色宣传（伪造）：产品中提供的信息本质上是欺骗性的，其来源与其创建无关。

勒纳表示，灰色和黑色行动最终会付出沉重的代价，因为目标人群迟早会认为它们是宣传，并抹黑来源。他写道：“这是塞克战士提出的少数几个可能作为宣传公理而持久存在的教条之一：可信度是说服的条件。在你让一个人按照你所说的去做之前，你必须让他相信你所说的事情。”与这一观点一致，第二次世界大战中盟军的战略主要是真理之一（有某些例外）。
在《宣传：人们态度的形成》一书中，雅克·埃鲁尔讨论了心理战作为国家之间常见的和平政策实践，作为间接侵略的一种形式。这种类型的宣传通过剥夺反对政权对公众舆论的影响力来耗尽其公众舆论。这种形式的侵略很难防范，因为没有任何国际法院能够防范心理侵略，因为它无法通过法律裁决。
“在这里，宣传者正在与一个外国对手打交道，他试图通过心理手段摧毁其士气，以便对手开始怀疑他的信仰和行动的有效性。”

## 各国的心理战

### 中华人民共和国
美国军事分析人士认为，攻击敌人思想是中华人民共和国军事战略的重要组成部分。这种类型的战争植根于《孙子兵法》和《三十六计》中概述的战略。在与竞争对手打交道时，中国利用马克思主义来动员共产主义忠诚者，并展示其经济和军事实力来说服其他国家按照中国政府的利益行事。中国政府还试图控制媒体，以严格控制对其人民的宣传工作，并对台湾使用认知战。

### 法國
环境行动中心是一个由300名士兵组成的组织，其任务是确保法国武装部队四个军种的心理战能力。特别部署到马里和阿富汗，其任务“包括更好地解释和接受法国军队与当地人合作的行动，从而赢得他们的信任；向民众提供直接援助、管理重建地点、与当地势力沟通影响力的行动” 民众、精英和地方民选官员”。该中心具有分析、影响、专业知识和指导的能力。

### 德国
在德国联邦国防军，通信中心负责心理战工作。该中心隶属于网络和信息领域服务部门，与多个信息技术和电子战营一起，由大约1000名士兵组成。德国心理战部队的项目之一是广播电台(自由之声），成千上万的阿富汗人都可以收听该电台。另一个是在科索沃和阿富汗出版各种报纸和杂志，德国士兵在这些地方为北约服役。

### 伊朗
伊朗政府制定了一项行动计划，利用2022年国际足联世界杯作为针对同时发生的民众抗议活动的心理战。

### 以色列
以色列政府及其军队利用心理战。2021年，以色列《国土报》披露，Telegram和Twitter上一个据称致力于“阿拉伯事务”的热门新闻页面“Abu Ali Express”实际上是由一名被以色列国防军僱用的以色列犹太裔顾问运营的。以色列国防军的心理战账户是许多值得注意的报告的来源，这些报告后来被以色列和国际媒体引用。例如，Abu Ali Express 就是通过隔离墙进入加沙地带的报道的来源。

### 俄羅斯
俄罗斯军事欺骗，是20世纪初发展起来的一种军事学说。该学说涵盖了广泛的军事欺骗措施，从伪装到否认和欺骗。
欺骗性措施包括隐瞒、用诱饵和假人进行模仿、旨在欺骗的策略、否认和虚假信息。 1944年的苏联军事百科全书提到“确保作战行动和部队日常活动安全的手段；一系列复杂的措施，旨在误导敌人关于部队的存在和部署……”该学说的后来版本还包括 包括战略、政治和外交手段，包括操纵“事实”、局势和看法来影响世界各地的媒体和舆论，以实现或促进战术、战略、国家和国际目标。
欺骗为苏联的重大胜利做出了贡献，包括斯大林格勒战役、库尔斯克战役和巴格拉季昂行动。这一理论在和平时期也得到了实践，古巴导弹危机、布拉格之春、吞并克里米亚等事件中也进行了否认和欺骗行动。

### 苏联
积极措施一个术语，用于描述苏联和俄罗斯联邦进行的政治战争。该术语可以追溯到20年代，包括基于苏联和俄罗斯政府外交政策目标的间谍、宣传、破坏和暗杀等行动。弗拉基米尔·普京政府继续采取积极措施。

### 英国
英国是两次世界大战中最早使用心理战的主要军事强国之一。在今天的英国武装部队中，心理战由三军第15心理战大队负责。心理行动小组由150多名人员组成，其中约75名来自正规军，75名来自预备役部队。该小组支持部署的指挥官在作战环境中提供心理行动。
该大队在1991年海湾战争结束后迅速成立，此后规模大幅扩大，以满足作战需求，自2015年起一直是第77旅（以前称为安全援助大队）的下属单位之一。
2015年6月，格伦·格林沃尔德发布的美国国家安全局(NSA) 文件披露了英国情报机构秘密操纵在线社区的细节。这符合他们的目标：通过“抹黑”敌人、散布错误信息并关闭他们的通讯来“摧毁、否认、贬低和扰乱”敌人。
2019年3月，有消息称，英国国防部(MoD)国防科学技术实验室(DSTL)正在向军火公司和大学招标，在一个开发新心理战方法的项目下提供价值7000万英镑的援助。该项目被称为人类和社会科学研究能力（HSSRC）。

### 美国

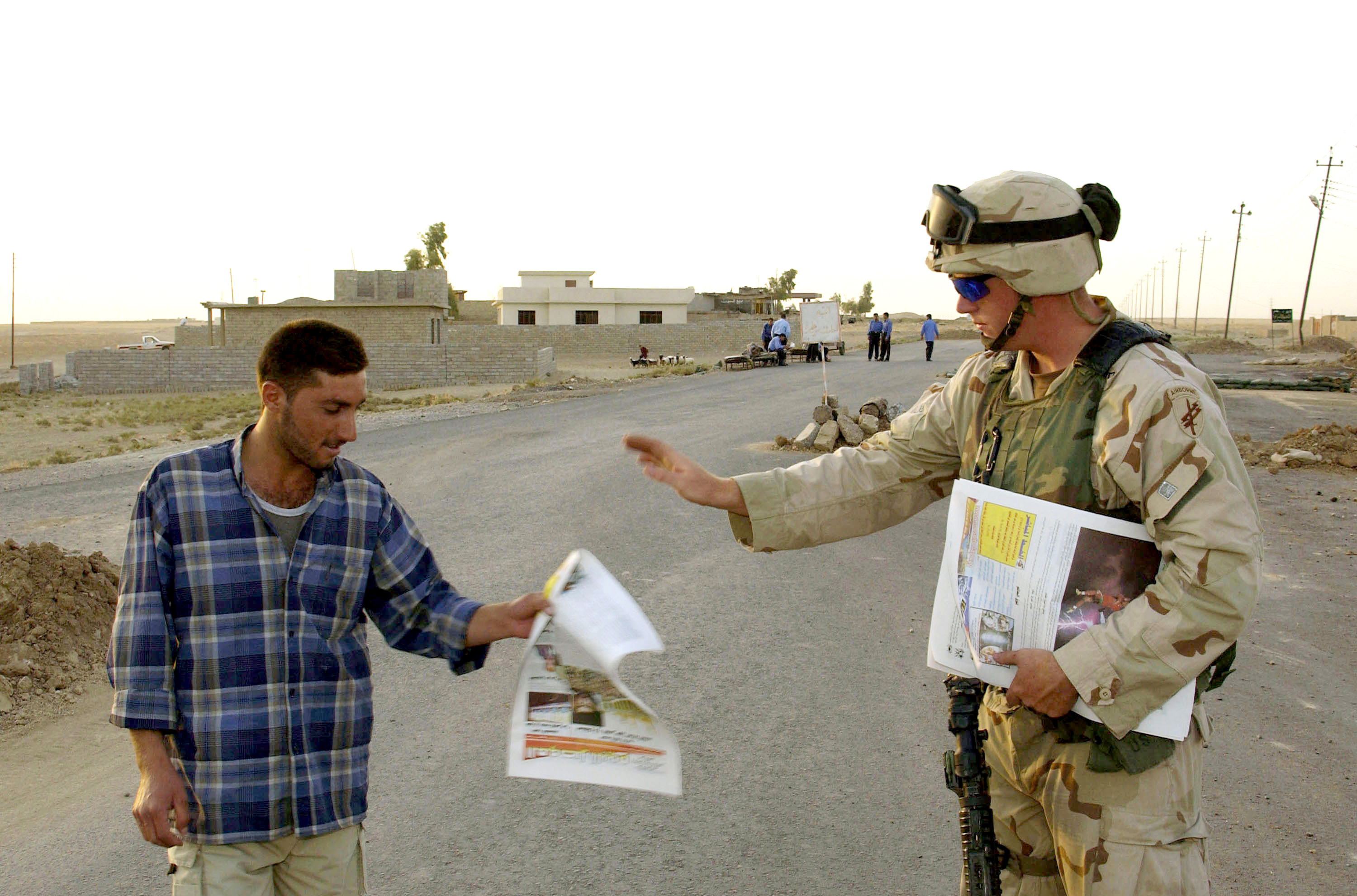
伊拉克摩苏尔，美国陆军士兵向当地人分发报纸。

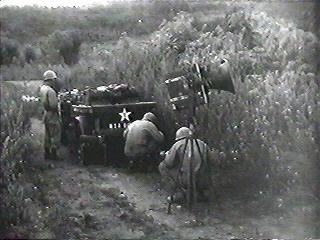
美国陆军扬声器小组在朝鲜行动。

据信，心理战一词于1941年从德国传入美国。第二次世界大战期间，美国参谋长联席会议对心理战进行了广泛的定义，指出“心理战使用任何武器来影响敌人的思想。武器仅在其产生的效果上具有心理作用，而不是因为武器本身。”美国国防部目前将心理战定义为：
“有计划地使用宣传和其他心理行动，其主要目的是影响外国敌对团体的观点、情绪、态度和行为，以支持实现国家目标。”
这一定义表明，美国心理战能力的一个关键要素包括宣传和反宣传。联合出版物3-53制定了利用公共事务媒体反击外国宣传的具体政策。
美国心理战的目的是诱导或强化有利于美国目标的态度和行为。特别活动中心（SAC）是中央情报局国家秘密局的一个部门，负责秘密行动和“特别活动”。这些特殊活动包括秘密政治影响（包括心理行动）和准军事行动。SAC的政治影响力集团是唯一被允许秘密进行这些行动的美国单位，并被认为是该领域的主要单位。
美国陆军和美国海军陆战队设有专门的心理战部队。美国海军和美国空军第193特种作战联队也计划和执行有限的心理战任务。法律禁止美国心理战部队和各军种士兵在美国境内针对美国公民进行心理战。虽然美国陆军心理战部队可以为国内军事任务提供非心理战支持，但他们只能针对外国受众。
2013年1月发布的美国陆军野战手册指出，“通知和影响活动”对于描述、指导和领导军事行动至关重要。几名陆军师级领导人员被指派负责“指定信息相关能力的规划、整合和同步”。
2022年9月，在社交媒体公司发现可疑的美国军事行动后，美国对秘密信息战进行了审计。